# Takerharjo
Takerharjo is een bestuurslaag in het regentschap Lamongan van de provincie Oost-Java, Indonesië. Takerharjo telt 5004 inwoners (volkstelling 2010).